# 張磊 (実業家)
張磊（ちょう らい、Zhāng Lěi、1972年－）河南省駐馬店市出身の投資家、1993年中国人民大学財政金融学院国際金融本科卒業、その後、イェール大学でMBAと国際関係学の修士号を取得。2005年に高瓴資本集団を設立しCEOとなる。

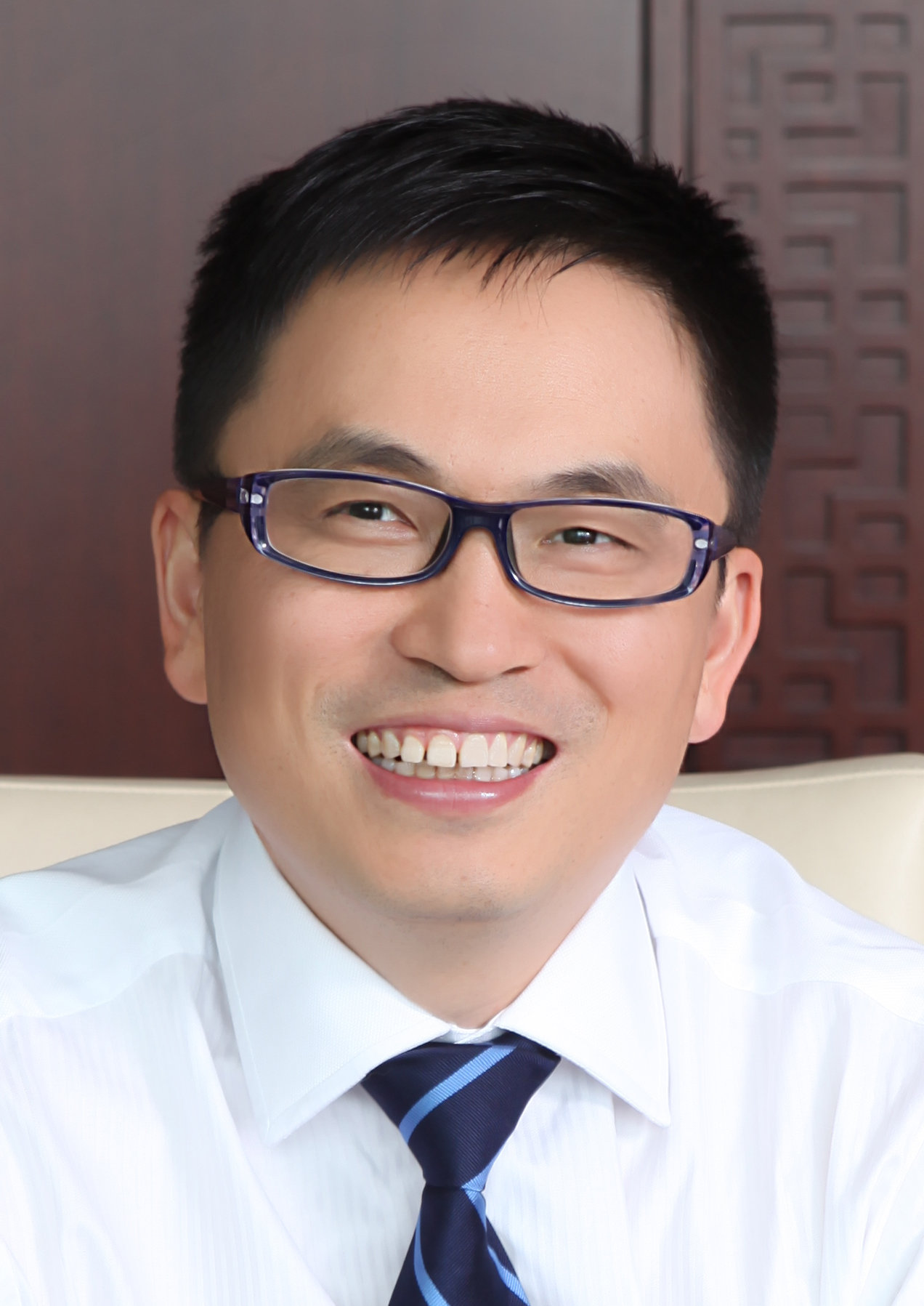
張磊（2012年）

## 人物
2010年、イェール大学経営大学院に888万ドルを寄付。2016年にイェール大学315年の歴史の中で最初の中国人理事となる。2017年に母校の中国人民大学に3億人民元を寄付、高礼基金を設立し、開学80周年記念式典で優秀校友として講演を行った。